# ديفيد ألبرت

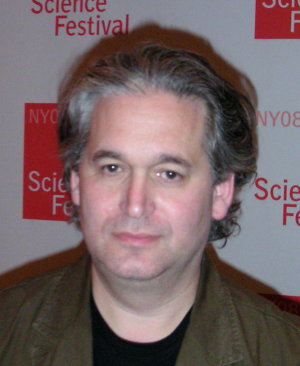
ديفيد ألبرت

ديفيد ألبرت (بالإنجليزية: David Albert)‏ هو أستاذ في الفلسفة حصل على درجة البكالريوس في الفيزياء من كلية كولومبيا عام 1976 ودرجة الدكتوراة في الفيزياء النظرية من جامعة روكفلر عام 1981 بإشراف الأستاذ نكولا كوري.